# تینا امی
تینا امی ترانه سرا، آهنگساز و خواننده که درحال حاضر ساکن آلمان است. آثار او شامل دو زبان فارسی انگلیسی است. او که در دانشگاه در رشته آهنگسازی تحصیل کرده و دو ساز پیانو و گیتار را مینوازد. آثار او اغلب در ژانر احساسی و گاها برگرفته از مسائل اجتماعی است.